# Jaycee Horn

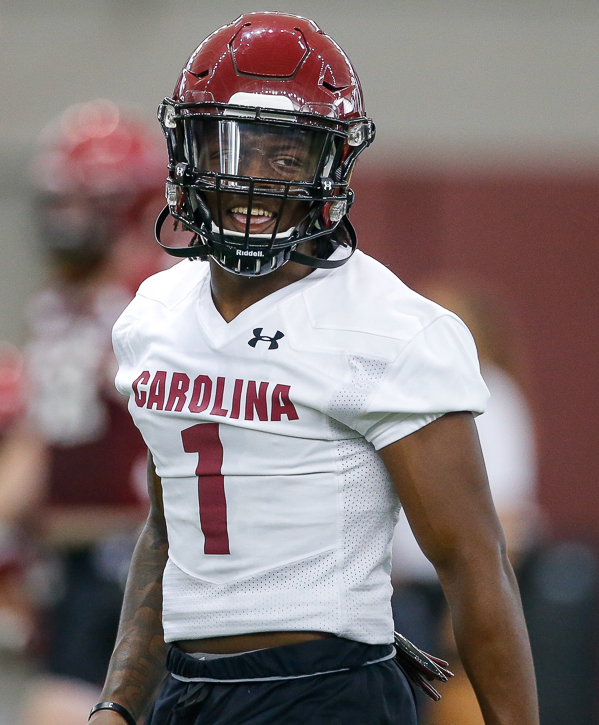
Jaycee Horn.

Jaycee Horn, född 26 november 1999 i Alpharetta i Georgia, är en amerikansk utövare av amerikansk fotboll. Han har spelat sedan 2021 för Carolina Panthers som cornerback.